# Gabriela Schloesser
Ana Gabriela „Gaby“ Bayardo Chan-Schloesser (* 18. Februar 1994 in Tijuana, Mexiko als Ana Gabriela Bayardo) ist eine niederländische Bogenschützin, die bis 2018 international für ihr Geburtsland Mexiko antrat.

## Karriere
Als Gabriela Bayardo gewann sie ihre erste internationale Medaille bei den Zentralamerika- und Karibikspielen 2014 in Veracruz mit der Goldmedaille im Mannschaftswettbewerb. Zwei Jahre darauf vertrat sie Mexiko in Rio de Janeiro bei den Olympischen Spielen, jedoch ohne Erfolg. Die Qualifikationsrunde beendete sie zunächst auf Rang zwölf, ehe sie in der K.-o.-Runde ihre Zweitrundenbegegnung gegen Lisa Unruh verlor. Mit der Mannschaft erreichte sie nach einem Sieg gegen Georgien das Viertelfinale, in dem die Mexikanerinnen Chinesisch Taipeh im entscheidenden Shoot-off unterlagen. Bayardo trat ab 2018 für die Niederlande an, nachdem sie zu ihrem niederländischen Partner und späteren Ehemann Mike Schloesser gezogen war. 2019 gewann sie im Mixed bei den Weltmeisterschaften in ’s-Hertogenbosch die Silber- und im Einzel bei den Europaspielen 2019 in Minsk die Bronzemedaille.
Bei den 2021 ausgetragenen Olympischen Spielen 2020 in Tokio ging sie nunmehr als Gabriela Schloesser startend wie schon 2016 in zwei Konkurrenzen an den Start. Im Mixed qualifizierte sie sich mit Steve Wijler für die K.-o.-Runde, in der sie nach drei Siegen das Finale gegen die Südkoreaner Kim Je-deok und An San erreichten. Mit 3:5 unterlagen sie Kim und An und gewannen damit die Silbermedaille. Im Einzel beendete Schloesser die Platzierungsrunde mit 652 Punkten auf dem 20. Rang unter den 64 Starterinnen und schied in der zweiten Runde aus.